# Brugmansia sanguinea
Espèce
Classification APG III (2009)
Statut de conservation UICN

 EW  : Éteint à l'état sauvage
La Brugmansia écarlate ou trompette des anges écarlate (Brugmansia sanguinea) est un arbuste vivace de la famille des Solanacées originaire d'Amérique du Sud(Bolivie, Pérou) où il pousse jusqu'à 3 700 mètres d'altitude.

## Description
C'est un arbuste (7 m de haut) à feuilles simples, pétiolées, donnant de grandes fleurs pendantes, en forme de trompette, rouge orangée à l'extrémité, vert jaune à la base.

## Composition et toxicité
Le fruit est très toxique.